# Fernando Moreno Peña
Fernando Moreno Peña (30 de junio de 1953) es un político mexicano, miembro del Partido Revolucionario Institucional. Estudio la licenciatura en Derecho y posteriormente la licenciatura en Ciencias Políticas. Desde el 1 de noviembre de 1997 y hasta el 31 de octubre de 2003 fungió como Gobernador del estado de Colima.

## Biografía
Ha ocupado los cargos de presidente de la Federación de Estudiantes Colimenses, diputado federal por el II Distrito Electoral Federal de Colima a la L Legislatura de 1976 a 1979, fue rector de la Universidad de Colima y luego fue postulado candidato del PRI a Gobernador en 1997, ganó la elección por un corto margen ante el candidato del PAN Enrique Michel Ruiz y asumió el gobierno el 1 de noviembre, durante el proceso electoral para elegir a su sucesor, en 2003, fue acusado de intervenir a favor del candidato del PRI, por lo cual el Tribunal Electoral del Poder Judicial de la Federación anuló el proceso electoral, y tuvieron que llevarse a cabo elecciones extraordinarias.
En 2006 fue uno de los coordinadores de campaña del candidato del PRI a Presidente de México, Roberto Madrazo Pintado.
Después de más de 10 años de inactividad política, intenta regresar como candidato a Senador por el Estado de Colima 
en la segunda posición, sin embargo es derrotado ampliamente por su contrincante Joel Padilla Peña del partido morena.

## Atentado
El día lunes 12 de octubre de 2015, mientras se encontraba desayunando en el restaurante "Los Naranjos Campestre" en Colima, Moreno Peña sufrió un atentado al ingresar dos personas a dicho lugar; uno de ellos fue a donde se encontraba Moreno Peña y accionó su arma de fuego provocando seis impactos en el exgobernador. Derivado de ello sufrió tres impactos en el tórax, uno en la palma de la mano izquierda, uno que fracturó el codo y uno que dañó la vena yugular.